# Miami Dolphins 2022
La stagione 2022 dei Miami Dolphins è stata la 57ª della franchigia, la 53ª nella National Football League e la prima con Mike McDaniel come capo-allenatore.
I Dolphins raggiunsero i playoff per la prima volta dal 2016, concludendo con un record positivo per la stagione consecutiva per la prima volta dal 2001–2003 seasons. Con un bilancio di 8-3 nella settimana 12, la squadra ebbe la sua miglior partenza dal 2001. Tuttavia, a causa dell'infortunio del quarterback Tua Tagovailoa, per i Dolphins seguirono cinque sconfitte consecutive senza vincere alcuna gara in dicembre. Nell'ultimo turno però Miami riuscì a battere i New York Jets pareggiando il record di 9-8 della stagione precedente. La squadra ebbe lo stesso record finale dei Pittsburgh Steelers per l'ultimo posto come wild card ma avendoli battuti nella settimana 7 nello scontro diretto, furono i Dolphins ad accedere alla post-season. Lì furono subito sconfitti in una gara equilibrata dai Buffalo Bills per 34–31.
Alcuni momenti degni di nota della stagione inclusero le prime vittorie di Miami sui Buffalo Bills e i Detroit Lions dal 2018 e dal 2006 rispettivamente, la prima vittoria in trasferta sui Baltimore Ravens dal 1997 e la prima sconfitta in casa dei Minnesota Vikings dal 1976. Furono anche parte del “Butt Punt” che divenne un meme sui social media.

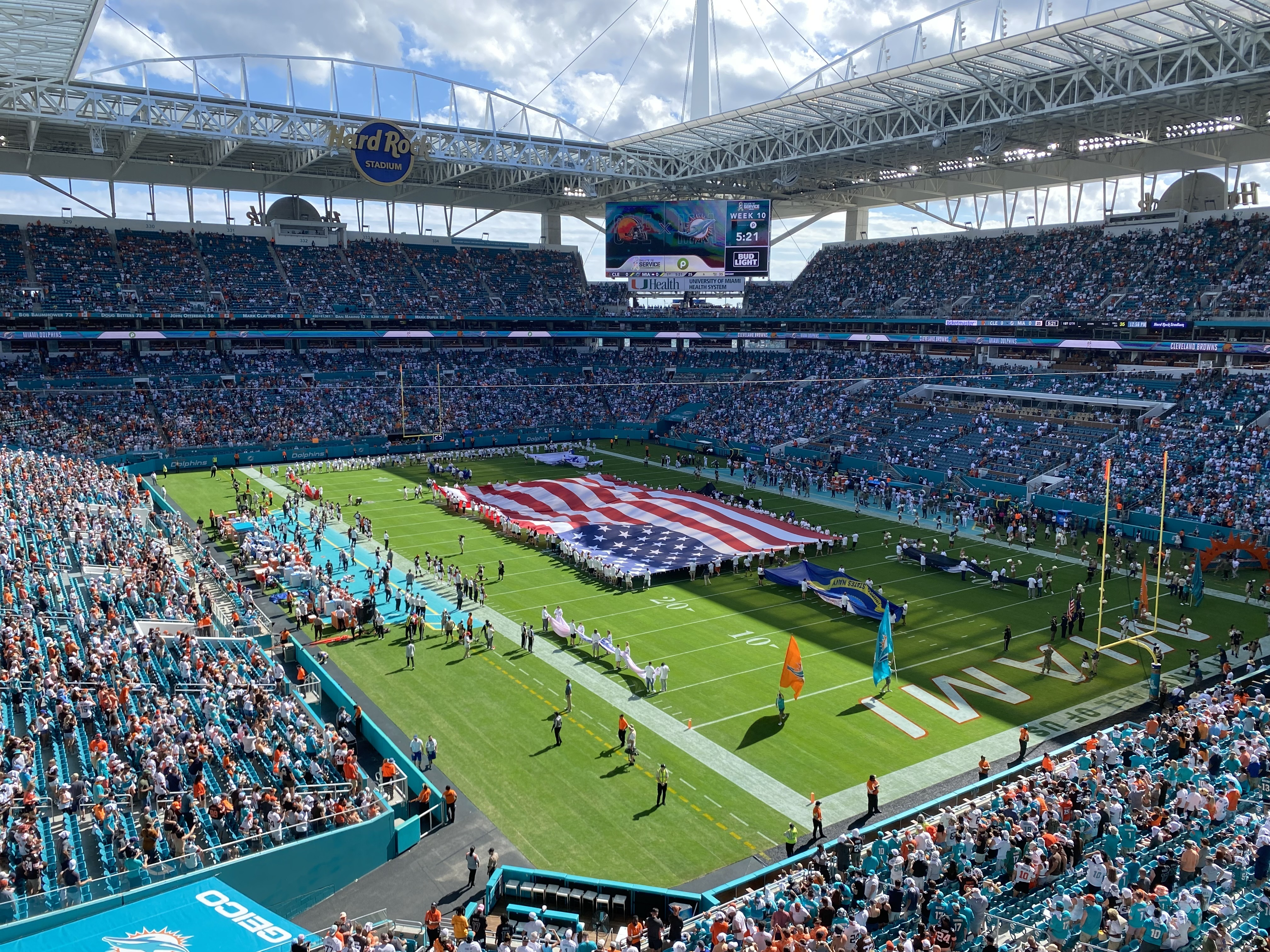
L'Hard Rock Stadium prima della gara della settimana 10 contro Cleveland

## Scelte nel Draft 2022
| Scelte dei Dolphins nel Draft 2022 |        |                  |       |              |
| Giro                               | Scelta | Giocatore        | Ruolo | College      |
| 3                                  | 102    | Channing Tindall | LB    | Georgia      |
| 4                                  | 125    | Erik Ezukanma    | WR    | Texas Tech   |
| 7                                  | 224    | Cameron Goode    | LB    | Cal          |
| 7                                  | 247    | Skylar Thompson  | QB    | Kansas State |

## Staff
| Staff dei Miami Dolphins nel 2022 |
| --- |
| Organi dirigenziali - Chairman/Managing General Partner – Stephen Ross - Vice Chairman/Partner – Bruce Beal - Vice Chairman – Jorge Pérez - Vice Chairman – Matt Higgins - Vice Chairman, Presidente e CEO – Tom Garfinkel - General Manager – Chris Grier - Assistant General Manager – Marvin Allen - Vice Presidente, amministrazione football – Brandon Shore - Vice Presidente senior, Chief Financial Officer – Chris Clements - Dirigente del personale senior – Reggie McKenzie - Co-direttore del personale dei giocatori – Adam Engroff - Co-direttore del personale dei giocatori – Anthony Hunt - Consulente speciale – Dan Marino Capo allenatore - Capo-allenatore – Mike McDaniel - Capo-allenatore associato/running back – Eric Studesville - Capo-allenatore associato/tight end – Jon Embree Altri allenatori - Preparatore atletico – Dave Puloka - Assistente p.a. – Adam Lachance Allenatori dell'attacco - Coordinatore offensivo – Frank Smith - Quarterback/gioco sui passaggi – Darrell Bevell - Assistente quarterback – Chandler Henley - Wide receiver – Wes Welker - Offensive line – Matt Applebaum - Assistente offensive line – Lemuel Jeanpierre - Assistenti attacco – Kolby Smith, Aldrick Robinson e Mike Person - Controllo qualità – Josh Grizzard Allenatori della difesa - Coordinatore difensivo – Josh Boyer - Defensive line – Austin Clark - Assistente defensive line – Derrick LeBlanc - Outside linebacker – Tyrone McKenzie - Linebacker – Anthony Campanile - Assistente linebacker – Steve Ferentz - Cornerback/gioco sui passaggi – Sam Madison - Safety – Steve Gregory - Assistente defensive back – Mathieu Araujo - Assistente difesa senior – Ryan Slowik - Assistente difesa – Patrick Surtain Allenatori dello special team - Coordinatore Special Team – Danny Crossman - Assistente Special Team – Brendan Farrell - Assistente special team – Ricardo Allen |

## Roster
| Roster dei Miami Dolphins nel 2022 |
| --- |
| Quarterback - 5 Teddy Bridgewater - 1 Tua Tagovailoa - 19 Skylar Thompson Running Back - 26 Salvon Ahmed - 2 Chase Edmonds - 37 Myles Gaskin - 30 Alec Ingold FB - 31 Raheem Mostert Wide Receiver - 87 Erik Ezukanma - 10 Tyreek Hill - 14 Trent Sherfield - 17 Jaylen Waddle - 11 Cedrick Wilson Jr. Tight End - 82 Cethan Carter - 48 Tanner Conner - 88 Mike Gesicki - 84 Hunter Long - 81 Durham Smythe Offensive Linemen - 72 Terron Armstead T - 63 Michael Deiter C - 74 Liam Eichenberg G - 68 Robert Hunt G - 73 Austin Jackson T - 65 Robert Jones G - 75 Greg Little T - 58 Connor Williams C Defensive Linemen - 98 Raekwon Davis NT - 93 Trey Flowers DE - 77 John Jenkins NT - 91 Emmanuel Ogbah DE - 92 Zach Sieler DE - 94 Christian Wilkins DE Linebacker - 55 Jerome Baker ILB - 49 Samuel Eguavoen OLB - 6 Melvin Ingram OLB - 15 Jaelan Phillips OLB - 45 Duke Riley ILB - 52 Elandon Roberts ILB - 51 Channing Tindall ILB - 43 Andrew Van Ginkel OLB Defensive Back - 22 Elijah Campbell CB - 27 Keion Crossen CB - 42 Clayton Fejedelem SS - 8 Jevon Holland FS - 25 Xavien Howard CB - 9 Noah Igbinoghene CB - 29 Brandon Jones SS - 38 Kader Kohou CB - 40 Nik Needham CB - 21 Eric Rowe SS Special Team - 44 Blake Ferguson LS - 4 Thomas Morstead P - 7 Jason Sanders K Lista delle riserve - 34 Mackensie Alexander CB (IR) - 41 Darius Hodge OLB (Waived/injured) - 24 Byron Jones CB (PUP) - 46 John Lovett FB (IR) - 50 Calvin Munson ILB (IR) - 35 D'Angelo Ross CB (Waived/injured) - 57 Brennan Scarlett OLB (IR) - 80 Adam Shaheen TE (IR) - 6 Trill Williams CB (IR) Squadra di allenamento - 35 Kalon Barnes CB - 95 Josiah Bronson DE - 56 Big Kat Bryant OLB - 79 Larnel Coleman T - 85 River Cracraft WR - 62 James Empey C - 53 Cameron Goode OLB - 96 Porter Gustin OLB - 32 Verone McKinley III FS - 86 Braylon Sanders WR - 71 Brandon Shell T - 76 Kion Smith T - 36 Chris Steele CB - 90 Ben Stille DE - 83 Freddie Swain WR - 47 ZaQuandre White RB 53 attivi, 9 inattivi, 1 nella squadra di allenamento |
| Legenda - I rookie sono in corsivo. - Il primo ruolo è il principale mentre gli eventuali successivi indicano i ruoli secondari. - (IR) sta per Injured Reserve ed indica la lista ristretta per un solo giocatore infortunato che può tornare ad allenarsi dopo la settimana 6 e a rientrare in prima squadra dopo che questa ha giocato 8 partite. - (NF-Inj.) / (NF-Ill.) stanno rispettivamente per Non-Football Injured e Non-Football Illness ed indicano le liste dove viene inserito un giocatore che ha un infortunio o una malattia non dipendente dal football americano. - (PUP) sta per Physically Unable to Perform ed indica la lista dove viene inserito un giocatore mentre è in attesa di recuperare la condizione fisica. Nella stagione regolare dopo la sesta partita giocata dalla propria squadra, il giocatore ha tempo tre settimane per riprendere ad allenarsi, più tre settimane aggiuntive dal suo rientro agli allenamenti per rientrare in prima squadra. |

## Precampionato
Il 12 maggio 2022 sono state annunciate le partite dei Dolphins nel precampionato.
| Precampionato |                |                        |           |        |                       |         |
| Settimana     | Data           | Avversario             | Risultato | Record | Stadio                | Sintesi |
| 1             | 13 agosto 2022 | @ Tampa Bay Buccaneers | V 26-24   | 1-0    | Raymond James Stadium | Sintesi |
| 2             | 20 agosto 2022 | Las Vegas Raiders      | S 13-15   | 1-1    | Hard Rock Stadium     | Sintesi |
| 3             | 27 agosto 2022 | Philadelphia Eagles    | V 48-10   | 2-1    | Hard Rock Stadium     | Sintesi |

## Stagione regolare

### Calendario
Il calendario della stagione regolare è stato annunciato il 12 maggio 2022 Il gruppo degli avversari, stabiliti sulla base delle rotazioni previste dalla NFL per gli accoppiamenti tra le division nonché dai piazzamenti ottenuti nella stagione precedente, fu giudicato come il 21º più duro da affrontare tra tutti quelli della stagione 2022.
| Stagione regolare |                   |                          |           |        |                   |         |
| Settimana         | Data              | Avversario               | Risultato | Record | Stadio            | Sintesi |
| 1                 | 11 settembre 2022 | New England Patriots     | V 20-7    | 1-0    | Hard Rock Stadium | Sintesi |
| 2                 | 18 settembre 2022 | @ Baltimore Ravens       | V 42-38   | 2-0    | M&T Bank Stadium  | Sintesi |
| 3                 | 25 settembre 2022 | Buffalo Bills            | V 21-19   | 3-0    | Hard Rock Stadium | Sintesi |
| 4                 | 29 settembre 2022 | @ Cincinnati Bengals (T) | S 15-27   | 3-1    | Paycor Stadium    | Sintesi |
| 5                 | 9 ottobre 2022    | @ New York Jets          | S 17-40   | 3-2    | MetLife Stadium   | Sintesi |
| 6                 | 16 ottobre 2022   | Minnesota Vikings        | S 16-24   | 3-3    | Hard Rock Stadium | Sintesi |
| 7                 | 23 ottobre 2022   | Pittsburgh Steelers      | V 16-10   | 4-3    | Hard Rock Stadium | Sintesi |
| 8                 | 30 ottobre 2022   | @ Detroit Lions          | V 31-27   | 5-3    | Ford Field        | Sintesi |
| 9                 | 6 novembre 2022   | @ Chicago Bears          | V 35-32   | 6-3    | Soldier Field     | Sintesi |
| 10                | 13 novembre 2022  | Cleveland Browns         | V 39-17   | 7-3    | Hard Rock Stadium | Sintesi |
| 11                | Riposo            | Riposo                   | Riposo    | Riposo | Riposo            | Riposo  |
| 12                | 27 novembre 2022  | Houston Texans           | V 30-15   | 8-3    | Hard Rock Stadium | Sintesi |
| 13                | 4 dicembre 2022   | @ San Francisco 49ers    | S 17-33   | 8-4    | Levi's Stadium    | Sintesi |
| 14                | 11 dicembre 2022  | @ Los Angeles Chargers   | S 17-23   | 8-5    | SoFi Stadium      | Sintesi |
| 15                | 17 dicembre 2022  | @ Buffalo Bills          | S 29-32   | 8-6    | Highmark Stadium  | Sintesi |
| 16                | 25 dicembre 2022  | Green Bay Packers        | S 20-26   | 8-7    | Hard Rock Stadium | Sintesi |
| 17                | 1º gennaio 2023   | @ New England Patriots   | S 21-23   | 8-8    | Gillette Stadium  | Sintesi |
| 18                | 8 gennaio 2023    | New York Jets            | V 11-6    | 9-8    | Hard Rock Stadium | Sintesi |

Note:
- Gli avversari della propria division sono in grassetto.
- Il simbolo "@" indica una partita giocata in trasferta.
- (M) indica il Monday Night Football, (T) il Thursday Night Football e (S) il Sunday Night Football.

## Play-off
Al termine della stagione regolare i Dolphins arrivarono secondi nella AFC East con un record di 9 vittorie e 8 sconfitte, qualificandosi ai play-off con il seed 7.
| Play-off  |                 |                     |           |        |                  |         |
| Turno     | Data            | Avversario (seed)   | Risultato | Record | Stadio           | Sintesi |
| Wild Card | 15 gennaio 2023 | @ Buffalo Bills (2) | S 31-34   | 0-1    | Highmark Stadium | Sintesi |

## Premi

### Premi settimanali e mensili
- Tua Tagovailoa

giocatore offensivo della AFC della settimana 2
quarterback della settimana 2
quarterback della settimana 8
quarterback della settimana 9
quarterback della settimana 10
- Melvin Ingram

difensore della AFC del mese di settembre